# Maurice Lefèbvre
Pour les articles homonymes, voir Lefèbvre.
Maurice Alfred Lefèbvre, né le 30 octobre 1913 à Tourcoing et mort le 24 mai 1983 dans la même ville, est un joueur français de water-polo.

## Biographie
Membre des Enfants de Neptune de Tourcoing, il concourt avec l'équipe de France de water-polo aux Jeux olympiques d'été de 1936 (4e) et aux Jeux olympiques d'été de 1948 (6e). Il compte 87 sélections en équipe de France, dont 69 en tant que capitaine.